# Kirke Eskilstrup Sogn
Kirke Eskilstrup Sogn 
ist eine Kirchspielsgemeinde (dän.: Sogn)
auf der Insel Sjælland im südlichen Dänemark.
Bis 1970 gehörte sie zur Harde Merløse Herred im damaligen Holbæk Amt, danach zur Tølløse Kommune im Vestsjællands Amt, die im Zuge der  Kommunalreform zum 1. Januar 2007 in der Holbæk Kommune in der Region Sjælland aufgegangen ist.
Im Kirchspiel leben 1133 Einwohner, davon 668 im Kirchdorf (Stand: 1. Januar 2023).
Im Kirchspiel liegt die Kirche „Kirke Eskilstrup Kirke“.
Nachbargemeinden sind im Westen Store Tåstrup Sogn, im Nordwesten Tølløse Sogn und im Norden und Osten Soderup Sogn, ferner in der benachbarten Ringsted Kommune im Südosten Valsølille Sogn und im Süden Haraldsted-Allindemagle Sogn.